# 오가사와라 제도 서쪽 해역 지진
오가사와라 제도 서쪽 해역 지진(일본어: 小笠原諸島西方沖地震)은 일본 도쿄도 오가사와라 제도 서쪽 해역에서 주기적으로 일어나는 지진들을 말한다. 오가사와라 제도 서쪽 해역에서는 종종 규모 M7.0급의 큰 심발지진이 일어나 이상진역 현상이나 장주기 지진동으로 피해를 주는 경우가 여럿 있다. 관측 사상 가장 규모가 큰 지진은 2015년의 지진으로 규모 M8.1, 최대진도 5강으로 일본 지진 관측 사상 가장 규모가 큰 심발지진이다.

## 주요 지진
| 지진                                  | 발생 일자        | 진원 깊이 | 규모 | 최대 진도 |
| ------------------------------------- | ---------------- | --------- | ---- | --------- |
| 1951년 오가사와라 제도 서쪽 해역 지진 | 1951년 7월 12일  | 490km     | M7.2 | 3         |
| 1968년 오가사와라 제도 서쪽 해역 지진 | 1968년 10월 8일  | 460km     | M7.3 | 3         |
| 1970년 오가사와라 제도 서쪽 해역 지진 | 1970년 5월 27일  | 350km     | M7.1 | 3         |
| 1998년 오가사와라 제도 서쪽 해역 지진 | 1998년 8월 20일  | 467km     | M7.1 | 3         |
| 2000년 오가사와라 제도 서쪽 해역 지진 | 2000년 8월 6일   | 445km     | M7.2 | 4         |
| 2010년 오가사와라 제도 서쪽 해역 지진 | 2010년 11월 30일 | 494km     | M7.1 | 3         |
| 2015년 오가사와라 제도 서쪽 해역 지진 | 2015년 5월 30일  | 682km     | M8.1 | 5강       |
| 2020년 오가사와라 제도 서쪽 해역 지진 | 2020년 4월 18일  | 477km     | M6.8 | 4         |
| 2024년 오가사와라 제도 서쪽 해역 지진 | 2024년 4월 27일  | 515km     | M6.7 | 3         |